# Kapadokija
Kapadokija (turško Kapadokya, starogrško Καπαδοκία, latinizirano: Kapadokía, latinsko Cappadocia) je zgodovinska regija v osrednji Mali Aziji, sedaj večinoma v turški provinci Nevşehir.
Herodot poroča, da so v njegovem času Kapadokijci poseljevali celotno regijo od gorovja Taurus na jugu in skoraj do Euksine (Črno morje) na severu. Na jugu je torej mejila na Taurus, ki jo je ločeval od Kilikije, na vzhodu na gornji Evfrat in Armensko višavje, na severu na Črno morje in na zahodu na Likaonijo in vzhodno Galatijo.
Ime Kapadokija se je v krščanskih virih uporabljalo skozi celo zgodovino in se še vedno pogosto uporablja, predvsem v mednarodnem turizmu, ker opredeljuje regijo z izjemnimi naravnimi znamenitostmi, predvsem s pravljičnimi dimniki in edinstveno zgodovinsko in kulturno dediščino.

## Etimologija
Najzgodnejša dokumentirana omemba imena Kapadokija je iz poznega 6. stoletja pr. n. št. na trojezičnih napisih dveh zgodnjih ahemenidskih kraljev Dareja I. (vladal 521–486 pr. n. št.) in njegovega sina Kserksa I. (vladal 486–465 pr. n. št.) kot ena od pokrajin (staroperzijsko dahju-) Perzijskega cesarstva. Na omenjenih napisih se imenuje Katpatuka. Ime bi lahko bilo staroperzijsko in bi pomenilo ali »dežela Duha/Tuha«  ali »dežela lepih konj«, ker je antična Kapadokija slovela po reji konj. Druga teorija trdi, da je ime Kapadokija poiranjena oblika hetitskega imena Kilikije – Kizzuwatna. Napisi v elamskem in akadskem jeziku vsebujejo podobno ime, sestavljeno iz akadskega katpa (kraj, področje, primerljivo s hebrejskim Heb katef) in imena poglavarja (ali njegovega prednika) Tuka.
Herodot piše, da so Perzijci prebivalce imenovali Kapadokijci, medem ko so jih Grki imenovali Sirijci ali Beli Sirijci (Leucosyri). Eno od omenjenih kapadokijskih plemen so Muški, katere Jožef Flavij povezuje z bibličnim Jafetovim sinom Mešekom: »In Mešek je ustvaril Muške; sedaj se imenujejo Kapadokijci.«
Kapadokijci so omenjani tudi v Svetem pismu v Apostolskih delih kot ena od skupin, katerim so Galilejci na Binkošti kmalu po Kristusovem vstajenju v njihovem jeziku razlagali evangelij.   
V poznem Perzijskem cesarstvu je bila Kapadokija razdeljena na dve satrapiji (governorata). V prvo je spadal osrednji celinski del regije, za katerega so grški geografi obdržali naziv Kapadokija, v drugega pa obalni del, imenovan Pont. Delitev se je zgodila malo pred Ksenofontovim časom. Po propadu Perzijskega cesarstva sta provinci ostali ločeni. Članek v nadaljevanju obravnava samo celinski del  province, ki se je občasno imenovala tudi Velika Kapadokija.
Kapadokijsko kraljestvo je obstajalo še v Strabonovem času, uradno kot  neodvisna država. Njegova prestolnica je bila Cezareja  (pred tem Mazaca, sedaj Kayseri). Drugo po Strabonovem mnenju omembe vredno mesto je bila Tiana (sedaj Tuvana Krallığı) nedaleč od vznožja Taurusa.

## Geografija in podnebje
Kapadokija je visoka planota v vzhodni Anatoliji z nadmorsko višino preko 1000 m, nad katero se dvigujejo številni ognjeniki. Najvišji je Erciyes Dağı (antični Argej) pri Kayseriju, antični Cezareji. Meje antične Kapadokije, predvsem na zahodu, niso natančno določene. Na jugu jo je gorovje Taurus ločevalo od Kilikije in Sredozemskega morja. Na zahodu je mejila na zgodovinski pokrajini Likaonijo na jugozahodu in Galatijo ne severozahodu. Obalno gorovje ob Črnem morju jo je ločevalo od Ponta in Črnega morja, medtem ko je na vzhodu mejila na Armensko višavje in gornji Evfrat, preden se reka obrne proti jugovzhodu v Mezopotamijo. Njeno ozemlje od vzhoda proti zahodu je bilo dolgo približno 400 km, od severa proti jugu pa okoli 250 km. 
Zaradi celinske lege in velike nadmorske višine  prevladuje celinsko podnebje z vročimi suhimi poletji in hladnimi snežnimi zimami. Padavine so redke, zato v regiji prevladuje semiaridno stepsko podnebje.

## Zgodovina
V pozni bronasti dobi je bilo v Kapadokiji močno Hetitsko cesarstvo s središčem v  Hatuši (sedanja vas Boğazköy). Po propadu Hetitskega cesarstva in porazu Muškov v vojni z lidijskim kraljem Krezom v 6. stoletju pr. n. št. je v Kapadokiji zavladala nekakšna fevdalna aristokracija, ki je prebivala v utrjenih gradovih in domala zasužnjila   kmečko prebivalstvo. 
V perzijskem obdobju je bila Kapadokija vključena v tretjo perzijsko satrapijo, vendar je obdržala določeno stopnjo samostojnosti. Izgleda, da noben lokalni vladar ni vladal na celotnemu kapadoškem ozemlju, ampak so bili vsi bolj ali manj neposredno podrejeni velikemu kralju.

### Kapadoško kraljestvo
Po Aleksandrovi osvojitvi Srednjega vzhoda in propadu Perzijskega cesarstva je Aleksander poskušal v Kapadokiji vladati preko enega od svojih vojaških poveljnikov, vendar se je na oblast povzpel sin zadnjega perzijskega satrapa Arijarat I. (vladal 332–322 pr. n. št.), ki se je izkazal za uspešnega vladarja. Malo pred Aleksandrovo smrtjo je dosegel neodvisnost in je meje svojega kraljestva razširil vse do Črnega morja. V kraljestvu je vladal mir, ki je trajal do Aleksandrove smrti, potem pa so si Aleksandrov imperij razdelili diadohi in regent Perdik je za guvernerja Kapadokije imenoval generala in učenjaka Evmena. Arijarat se je temu uprl in Perdiku napovedal vojno, vendar ga je Perdik že naslednje leto porazil in ujel in ga skupaj z najbližjimi sodelavci usmrtil. Diodor Sicilski omenja, da je bil takrat star 82 let. Pred smrtjo je posvojil najstarejšega sina svojega brata Holoferna, ki je kot Arijarat II. vladal v Kapadokiji od leta 301–280 pr. n. št..
Med vladanjem Arijarata IV. (vladal 220–163 pr. n. št.) je Kapadokija prvič prišla v stik z Rimsko republiko: prvič kot zaveznica Antioha Velikega v rimski vojni proti njemu in drugič kot rimska zaveznica v vojni proti  Perzeju Makedonskemu. Kapadoški kralji so pod Rimljani doživljali povsem enako usodo kot pod Selevkidi, katerim so morali občasno plačevati davke.  Arijarat V. se je leta 130 pr. n. št. vojskoval z rimskim prokonzulom Publijem Licinijem Krasom proti pretendentu za pergamonski prestol Aristoniku in popolnoma uničil njegovo vojsko. Po Arijatovi smrti so se začeli hudi notranji spori, v katere se je vmešalo vedno močnejše Pontsko kraljestvo, in vojn, ki so se končale s propadom kapadoške dinastije.

### Rimska in bizantinska provinca
Kapadočani so ob podpori Rima proti Mitridatu VI. Pontskemu leta 93 pr. n. št. izvolili svojega vladarja Arijobarzana, vendar jih je še isto leto napadla armenska vojska Tigrana Velikega,  vrgla Arijobarzana s prestola in na njegovo mesto postavila svojega vazalnega kralja  Gordija. Armenija je s tem vzpostavila varovalni pas med svojim kraljestvom in Rimsko republiko. Rimljanom je šele leta 63 pr. n. št. uspelo odstaviii pontskega in armenskega kralja in na prestol vrnili Arijobarzana. 
V rimskih državljanskih vojnah v 40. letih 1. stoletja pr. n. št. je bila Kapadokija najprej na Pompejevi strani, potem pa na Cezarjevi, Antonijevi in nazadnje na Oktavijanovi strani. Po vojni se je vladavina  Arijobarzanove dinastije  končala in na prestol je s podporo Marka Antonija in zatem Oktavijana prišel kapadoški plemič Arhelaj. Kapadokija je ohranila neodvisnost do leta 17 n. št., ko je jezni cesar Tiberij Arhelaja poklical v Rim in njegovo kraljestvo pretvoril v rimsko provinco.
Med vojnami med Bizantinskim in Sasanidskim cesarstvom je bilo v Kapadokiji relativno mirno, med kasnejšimi muslimanskimi osvajanji pa je Kapadokija igrala pomembno vlogo kot ključno obmejno ozemlje. V Bizantinskem cesarstvu je bila od 7. stoletja dalje je bila razdeljena med Anatolsko in Armensko temo, v poznem 9. stoletju pa na Kapadoško in Harsianonsko temo.
Kapadokija je v Bizantinskem cesarstvu doživljala enako in stalno spreminjajočo se usodo kot sosednja  Armenija. Arabski zgodovinar  Abu Al Faradž o armenskih prebivalcih Sivasa v 10.stoletju piše: »V Sivasu v Kapadokiji prevladujejo Armenci. Njihovo število je tako veliko, da so postali ključni pripadniki cesarske vojske. Službujejo kot stražarji in opazovalci v trdnjavah, ki so jih odvzeli Arabcem, in se odlikujejo kot izkušeni in izjemno pogumni pešaki bizantinske vojske.« Zaradi bizantinskih vojaških operacij in seldžuških vdorov na armensko ozemlje so se Armenci razširili po Kapadokiji in goratih predelih severne Sirije in Mezopotamije vzhodno od Kilikije in nazadnje ustanovili svoje Armensko kilikijsko kraljestvo. Priseljevanje se je še povečalo po upadu lokalne cesarske uprave in ustanovitvi križarskih držav po četrti križarski vojni. Za križarje je bila Kapadokija zaradi velikega števila armenskih priseljencev »terra Hermeniorum«, se pravi dežela Armencev.

#### Zgodnje krščanstvo
V Kapadokiji je veliko podzemskih mest, v katerih so se skrivali predvsem prvi kristjani, preden je krščanstvo postalo uradna državna vera. Mesta so bila zgrajena na več nivojih in so imela obsežne in zelo dodelane obrambne sisteme, ki so bili namenjeni predvsem obrambi pred Rimljani. V mestih so bili ozki  prehodi, v katerih rimski vojaki niso mogli uporabiti svojih veščin, odprtine na stropu, skozi katere so lahko streljali ali metali kopja, in  okrogli kamniti bloki, s katerimi so zapirali dostopne rove. Mesta so imela tudi dodelane sisteme za prezračevanje.  
Kapadoški očetje iz 4. stoletja (Bazilij Veliki, Gregor iz Nise in Gregor Nazijanški) so veliko  pripomogli k razvoju zgodnje krščanske teologije. Iz Kapadokije je bil tudi konstantinopelski patriarh Janez Kapadoški, ki je svojo funkcijo opravljal v letih 517–520.  

### Turška Kapadokija
Po bizantinskem porazu  v bitki s Seldžuki pri Manzikertu leta 1071 so se začela v Anatolijo priseljevati razna turška plemena. Z naraščanjem turške moči je morala Kapadokija začeti plačevati davke turškim državam, ki so nastale vzhodno in zahodno od nje. Del prebivalstva je prestopil v islam, večina bizantinsko-jonskega prebivalstva pa se je preselila na jonsko obalo.  V prvi polovici 12. stoletja so anatolski Seldžuki vzpostavili svojo oblast v celi regiji.  Seldžuško kraljestvo s sedežem v Konyi je v drugi polovici 13. stoletja propadlo. Središče turške moči  se je že pred tem postopoma prenašalo v Karmanski bejlik v zahodni Anatoliji, ki je leta 1299 prerasel v Osmansko cesarstvo, v katero je bila vključena tudi Kapadokija. Regija je doživela temeljite spremembe v zgodnjem 18. stoletju, ko je v Kapadokiji rojeni veliki vezir Nevşehirja Damat İbrahim Paša ustanovil mesto Nevşehir, ki je postalo in je še vedno upravno središče regije. 

#### Kapadoški Grki
V tem času  je veliko kapadoških Grkov  začelo govoriti turško narečje karamanlica, pisano v grškem alfabetu. Kraji, v katerih se je ohranila narečna kapadoška grščina (Sille, vasi pri Kayseriju, mesto Pharasa in drugi), so bili pod močnim vplivom okoliške turščine. Po izmenjavi prebivalcev med Grčijo in Turčijo leta 1923 kapadoško grščino govori samo še nekaj potomcev kapadoških emigrantov v sodobni Grčiji. 

## Sodobni turizem
Kapadokija je zaradi svojih izjemnih geoloških, zgodovinskih in kulturnih značilnosti priljubljena turistična destinacija. Regija leži jugozahodno od velikega mesta Kayseri, preko katerega ima letalsko (še bližje leži letališče Nevsehir) in železniško povezavo z Ankaro in Istanbulom. 
Najzanimivejša in najpogosteje obiskana mesta so Ürgüp, Göreme, dolina Ihlara, Selime, Güzelyurt, Uçhisar, Avanos in Zelve. Med podzemskimi mesti so najbolj obiskani Derinkuyu, Kaymaklı, Gaziemir in Özkonak. Najlepše zgodovinske vile in podzemska bivališča so v Ürgüpu, Göremeju, Güzelyurtu in Uçhisarju.
V Kapadokiji so priljubljeni poleti z baloni. Središče balonarstva je Göreme. Najbolj priljubljeni cilji pohodnikov so dolina Ihlara, Dolina samostanov (Güzelyurt), Ürgüp in Göreme. 
Tla Kapadokije so zgrajena večinoma iz vulkanoklastične kamnine ignimbrita, ki so jo v poznem miocenu in pliocenu pred 9 do 3 milijoni let izbruhali ognjeniki. Sklade ignimbrita v okolici Göremeja je erozija preoblikovala v stotine nenavadnih stožcev in stolpov, podobnih minaretom. Prebivalci Kapadokije so v preteklosti v sklade mehkih ognjeniških kamnin vklesali hiše, cerkve in samostane. Pomembno samostansko središče v letih 300-1200 je bil Göreme.
Naseljevanje v Göremeju se je začelo že v rimskem obdobju. Turistom so na ogled cerkve Yusuf Koç, Ortahane, Durmus Kadir in Bezirhane v Göremeju, podzemske hiše in cerkve v dolinah Uzundere, Bağıldere, Zemi in Ihlara. Najbolj obiskano mesto redovniških skupnosti je muzej na prostem v Göremeju, ki je eden od najpomembnejših v centralni Kapadokiji. V muzeju je več kot trideset v skalo vklesanih cerkva in kapel. V nekaterih so izjemne freske iz 9.-11. stoletja.

## Kapadokija v popularni kulturi
- V računalniški igri Rome: Total War nastopajo kapadoški težki konjeniki
- V računalniški igri Vampire: The Masquerade je upodobljen klan vampirjev Cappadocians